# 조태진 (변호사)

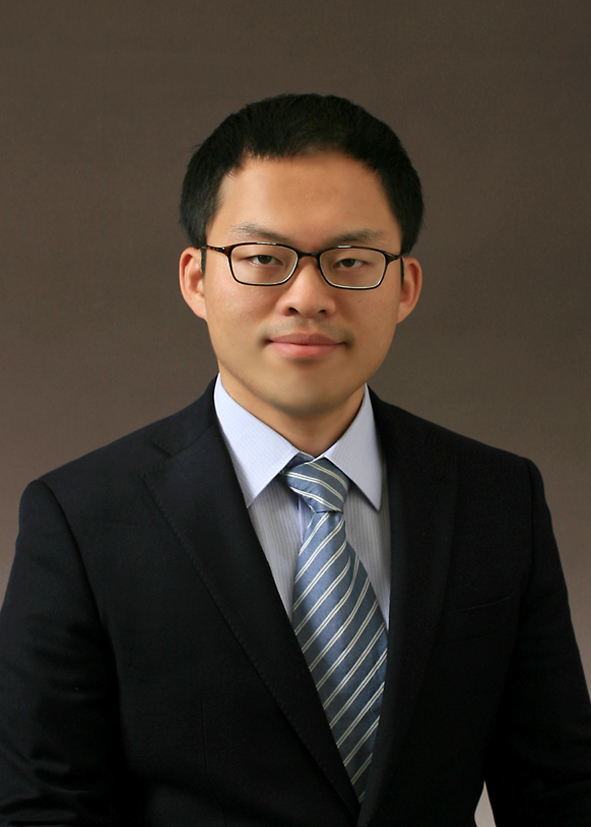
법무법인 서로 조태진 변호사

조태진은 대한민국의 변호사다.

## 약력 및 경력
- 부산 외국어고등학교 졸업
- 한양대학교 법학부 졸업
- 연세대학교 경영전문대학원(MBA) 석사과정 졸업(Finance 전공)
- 제49회 사법시험 합격
- 사법연수원 국제계열(국제거래법, 국제사법, 국제통상법 전공)
- 사법연수원 제39기 수료
- 공익법무관 근무
- 법무법인 서로 소속 변호사

## 고문 및 자문 주요활동
- (주) 에이스트랙, (주) 덤앤더머스(Dum&Dummerce), 국방연구원, 소람한방병원 법률 자문
- (주) JSW, (주) JK고운산, (사) 한국전통식초협회 법률 고문
- 국내 중견 수출업체에 대한 미국 현지 수입업체의 독점금지가처분신청
- 퇴직 연구원에 대한 방위산업체의 전직금지가처분신청 및 영업비밀침해 사건
- 글로벌 제약회사 임원 부당해고, 직장 내 성폭력 등 각종 근로관계 사건
- 농협중앙회 ELS 파생금융상품 불완전판매에 따른 손해배상청구소송
- K대학교 미국변호사 교수임용계약 취소에 따른 손해배상청구소송
- 외국인 투자촉진법 위반 형사 무죄변론
- 산업재해발생에 따른 상병불승인·급여부지급 사건, 국가유공자 거부처분 취소 사건 등
- 행정소송 다수 수행
- 의료, CRPS 관련 손해배상청구소송 다수 수행
- 보험약관 해석에 따른 분쟁, 보험금 청구, 보험사기 사건 등 다수 수행
- 투자계약서·주식양도양수계약서 작성, 각종 영문계약서 검토 등
- 국민참여재판 다수 수행
- 유치권 부존재 확인의 소 등 부동산 관련 소송

## 시민단체 등 주요활동
- 법무부 신규 공익법무관 행정소송 교육 전담 2012 ~ 2013
- 연세경영전문대학원(MBA) Executive과정 초청강의 2014
- 한국 경제의 디스토피아, 깡통 걷어차기(공저, 쌤앤파커스 출간) 2014
- 서울지방변호사협회 노동커뮤니티 회원
- (사) 바른경제동인회 회원
- (사) 스타트업 포럼 전문지식서비스분과 회원(산업통상자원부)
- 프로보노(공익)활동 ; 이태원·한남 글로벌 빌리지센터 외국인 영어법률상담
- 신동아 전문가 기고, 2014년 4월호
- 내일신문, 김동은 조태진의 글로벌 경제 탐색, 2014년 9월

## 업무분야 및 전문분야
- 금융·보험 상품 관련 각종 분쟁
- 중소기업에 대한 자문 및 송무
- 영업비밀침해, 부당해고 등 근로관계 사건
- 외국인 관련 분쟁 부동산 관련 분쟁
- 산업재해 및 의료사고 사건 및 가사·형사·행정·민사에 관한 일반 송무